# Dactylorhiza majalis
L'orchidea a foglie larghe (Dactylorhiza majalis (Rchb.) P.F. Hunt & Summerh., 1965) è una pianta erbacea  appartenente alla famiglia delle Orchidacee.

## Etimologia
Il nome generico (dactylorhiza) è formato da due parole greche: "dito" e "radice" e si riferisce ai suoi tuberi suddivisi in diversi tubercoli (tuberi a forma digito-palmata). L'epiteto specifico (majalis) deriva dal latino e indica il tipico mese di fioritura (maggio).
Il binomio scientifico di questa pianta inizialmente era Orchis majalis , proposto dal botanico e ornitologo tedesco Heinrich Gottlieb Ludwig Reichenbach (1793 – 1879) in una pubblicazione del 1828, modificato successivamente in quello attualmente accettato (Dactylorhiza majalis), proposto dai botanici Peter Francis Hunt e Victor Samuel Summerhayes nel 1965.
In lingua tedesca questa pianta si chiama Breitblättriges Knabenkraut; in francese si chiama Orchis à larges feuilles; in inglese si chiama Spotted-orchid.

## Descrizione

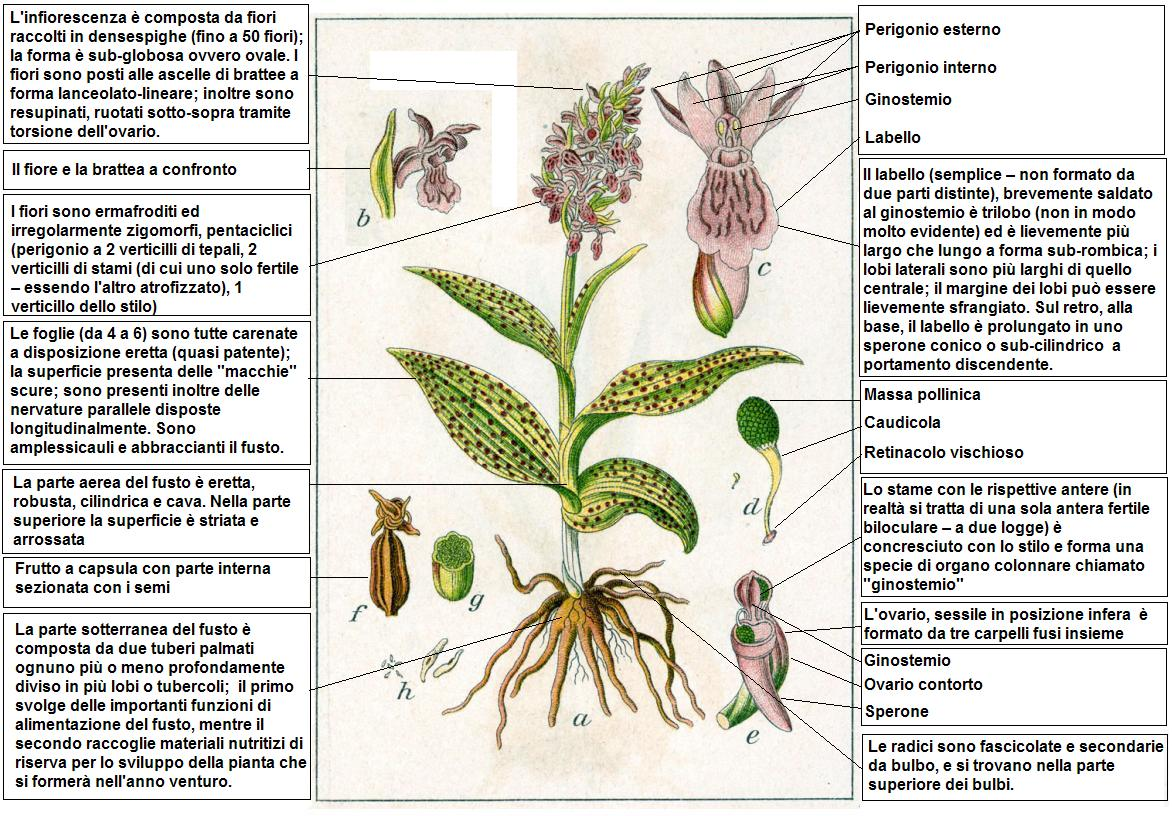
Descrizione delle parti della pianta

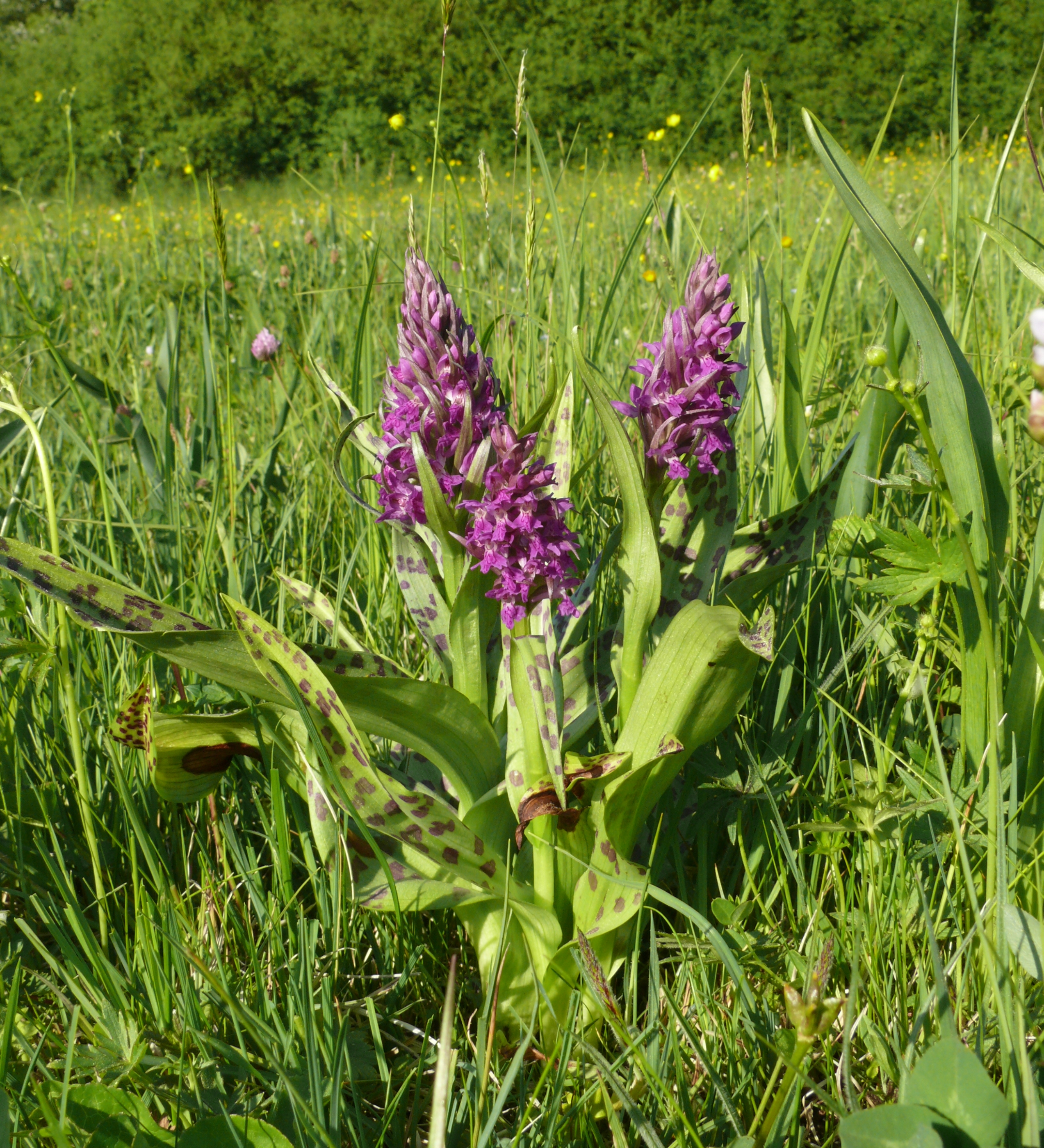
Il portamento

Questa pianta, fondamentalmente glabra, è alta da 20 a 40 cm (minimo 15 cm, massimo 70 cm), con un portamento piuttosto tozzo. La forma biologica è geofita bulbosa (G bulb), ossia sono piante perenni erbacee che portano le gemme in posizione sotterranea. Durante la stagione avversa non presentano organi aerei e le gemme si trovano in organi sotterranei chiamati bulbi o tuberi, organi di riserva che annualmente producono nuovi fusti, foglie e fiori. È un'orchidea terrestre in quanto contrariamente ad altre specie, non è "epifita", ossia non vive utilizzando come sostegno altre specie vegetali di maggiori proporzioni

### Radici
Le radici sono fascicolate e secondarie da bulbo, e si trovano nella parte superiore dei bulbi.

### Fusto
- Parte ipogea: la parte sotterranea del fusto è composta da due tuberi palmati ognuno più o meno profondamente diviso in più lobi o tubercoli (caratteristica peculiare del genere Dactylorhiza); il primo svolge delle importanti funzioni di alimentazione del fusto, mentre il secondo raccoglie materiali nutritizi di riserva per lo sviluppo della pianta che si formerà nell'anno venturo.
- Parte epigea: la parte aerea del fusto è eretta, robusta, cilindrica e cava. Nella parte superiore la superficie è striata ed arrossata.

### Foglie

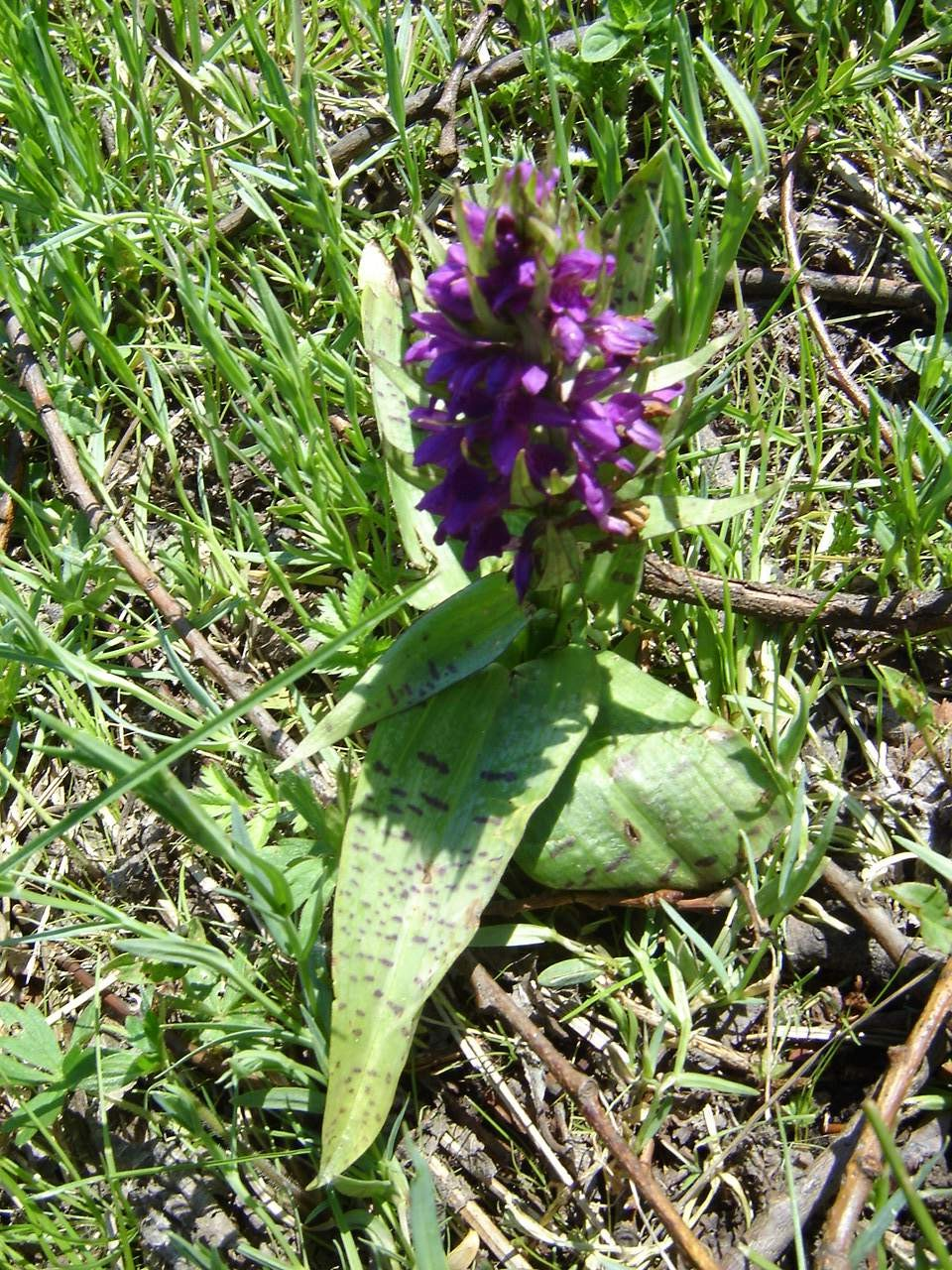
Le foglie

Le foglie (da 4 a 6) sono tutte carenate a disposizione eretta (quasi patente); la superficie presenta delle "macchie" scure; sono presenti inoltre delle nervature parallele (non troppo evidenti) disposte longitudinalmente. Le foglie possono essere sia radicali (o basali) che caulinari; entrambe sono amplessicauli e abbraccianti il fusto.
- Foglie basali: quella basali sono da lanceolate a ovato-lanceolate. Dimensioni delle foglie: larghezza 2 – 5 cm; lunghezza 8 – 16 cm.
- Foglie cauline: quelle cauline sono lanceolato-lineari; sono più lunghe di quelle inferiori.

### Infiorescenza
L'infiorescenza è composta da fiori raccolti in dense spighe (fino a 50 fiori); la forma è sub-globosa ovvero ovale. I fiori sono posti alle ascelle di brattee a forma lanceolato-lineare e più lunghe dei fiori (così lo proteggono prima della fioritura) e dal colore verde scuro; inoltre sono resupinati, ruotati sottosopra tramite torsione dell'ovario; in questo caso il labello è volto in basso. I primi fiori ad apparire sono quelli inferiori quando ancora il fusto non ha raggiunto la sua estensione finale. Anche questa infiorescenza (come per altre orchidee) all'inizio fioritura si presenta conica per poi assumere una forma più regolare. Lunghezza dell'infiorescenza: 5 – 15 cm.

### Fiore

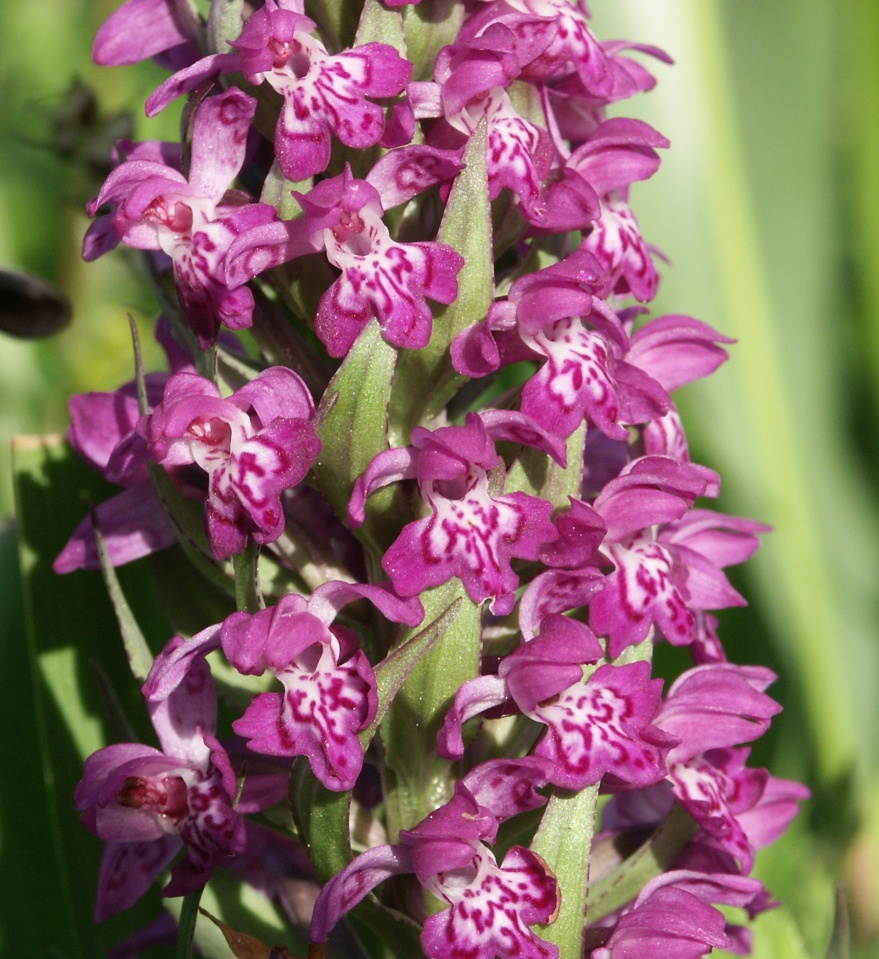
I fiori

I fiori sono ermafroditi ed irregolarmente zigomorfi, pentaciclici (perigonio a 2 verticilli di tepali, 2 verticilli di stami (di cui uno solo fertile – essendo l'altro atrofizzato), 1 verticillo dello stilo). I colori dei fiori è rosso-violaceo con screziature più scure presenti soprattutto sul labello. Dimensione dei fiori: 10 – 15 mm.
- Formula fiorale: per queste piante viene indicata la seguente formula fiorale:

P 3+3, [A 1, G (3)]
- Perigonio: il perigonio è composto da 2 verticilli con 3 tepali (o segmenti) ciascuno (3 interni e 3 esterni). I tepali esterni sono patenti (e comunque non conniventi a quello centrale – come invece nel genere affine Orchis): i due laterali hanno una forma lineare, mentre quello centrale è più ovato e concavo e insieme ai due tepali interni centrali (che sono conniventi) formano una specie di cappuccio a protezione degli organi riproduttori. Dei tre tepali interni quello mediano (chiamato labello) è molto diverso dagli altri. Dimensione dei tepali laterali esterni: larghezza 2,5 – 5 mm; lunghezza 7 – 12 mm. Lunghezza dei tepali laterali interni: 6 – 11 mm.
- Labello: il labello (semplice – non formato da due parti distinte), brevemente saldato al ginostemio, è trilobo (non in modo molto evidente) ed è lievemente più largo che lungo a forma sub-rombica; i lobi laterali sono più larghi di quello centrale; il margine dei lobi può essere lievemente sfrangiato. Sul retro, alla base, il labello è prolungato in uno sperone conico o sub-cilindrico a portamento discendente e più breve dell'ovario (circa la metà). La superficie del labello è percorsa da una macchia filiforme lungo tutto il bordo; inoltre può essere presente una piegatura longitudinale. Dimensione del labello: larghezza 9 – 12 mm; lunghezza 6 – 9 mm. Dimensioni dello sperone: larghezza 2 – 5 mm; lunghezza 9 – 10 mm.
- Ginostemio: lo stame con le rispettive antere (in realtà si tratta di una sola antera fertile biloculare – a due logge) è concresciuto con lo stilo e forma una specie di organo colonnare chiamato "ginostemio"[5]. Quest'organo è posizionato all'interno-centro del fiore e in questa specie è molto breve ma con una ampia area stigmatifera. Il polline ha una consistenza gelatinosa; e si trova nelle due logge dell'antera, queste sono fornite di una ghiandola vischiosa (chiamata retinacolo). I pollinii sono inseriti sui due retinacoli tramite delle caudicole, mentre i retinacoli sono protetti da un'unica borsicola rostellare (a forma di coppa). L'ovario, sessile in posizione infera è formato da tre carpelli fusi insieme[3].
- Fioritura: fiorisce da maggio ad agosto

### Frutti
Il frutto è una capsula. Al suo interno sono contenuti numerosi minutissimi semi piatti. Questi semi sono privi di endosperma e gli embrioni contenuti in essi sono poco differenziati in quanto formati da poche cellule. Queste piante vivono in stretta simbiosi con micorrize endotrofiche, questo significa che i semi possono svilupparsi solamente dopo essere infettati dalle spore di funghi micorrizici (infestazione di ife fungine). Questo meccanismo è necessario in quanto i semi da soli hanno poche sostanze di riserva per una germinazione in proprio.

## Riproduzione
- Impollinazione: impollinazione tramite insetti, specialmente bombi. Questi posandosi sul labello per raggiungere con la proboscide il nettare contenuto nel fondo dello sperone, si agitano e si sfregano contro il ginostemio (posto in questo momento sopra il loro corpo) che vibrando rilascia del polline che va a posarsi sulle pari pelose dell'insetto. Quando lo stesso insetto si posa su un'altra orchidea parte di questo polline rimane attaccato al retinacolo (posto nella zona centrale del ginostemio) per merito della sostanza vischiosa presente sulla sua superficie. È avvenuto così il trasferimento del polline da un fiore all'altro. A questo punto lo stigma (parte inferiore del ginostemio) rimane impollinato, si sviluppa quindi un budello pollinico che entrando nell'ovario feconderà l'ovulo[2].

La riproduzione di questa pianta avviene in due modi: 
- per via sessuata grazie all'impollinazione degli insetti pronubi; la germinazione dei semi è tuttavia condizionata dalla presenza di funghi specifici (i semi sono privi di albume – vedi sopra).
- per via vegetativa in quanto uno dei due bulbi possiede la funzione vegetativa per cui può emettere gemme avventizie capaci di generare nuovi individui (l'altro bulbo generalmente è di riserva).

## Distribuzione e habitat
- Geoelemento: il tipo corologico (area di origine) è Centro-Europeo.
- Distribuzione: in Italia questa pianta è comune, ma si trova solamente nelle Alpi (escluse le province di Varese e Bergamo). Fuori dall'Italia si trova su tutti i rilievi europei (escluse le Alpi Dinariche e i Monti Balcani).
- Habitat: l'habitat tipico sono gli acquitrini, le sorgenti e le sponde dei ruscelli; ma anche zone a torbiere basse, prati e pascoli igrofili, praterie rase subalpine e boschi a pioppeti e ontaneti. Il substrato preferito è calcareo o calcareo/siliceo con pH neutro e medi valori nutrizionali del terreno che deve essere bagnato.
- Distribuzione altudinale: sui rilievi queste piante si possono trovare dai 1000 fino ai 2400 m s.l.m. (in certe zone può spingersi fino al livello del mare) ; frequentano quindi i seguenti piani vegetazionali: montano e subalpino.

### Fitosociologia
Dal punto di vista fitosociologico la specie di questa voce appartiene alla seguente comunità vegetale:
Formazione: delle comunità delle macro- e megaforbie terrestri
Classe: Molinio-Arrhenatheretea
Ordine: Molinietalia caeruleae

## Tassonomia
All'interno del genere Dactylorhiza l'orchidea di questa voce fa parte della sezione Maculatae caratterizzata dall'avere dei tuberi profondamente divisi in diversi tubercoli e lo sperone del labello più breve dell'ovario (nell'altra sezione Sambucinae i tuberi sono divisi solamente all'apice e lo sperone è più lungo dell'ovario).
Il numero cromosomico di D. majalis è: 2n =40, 80 (cariotipo di due set di 40 cromosomi).

### Sottospecie
Sono note le seguenti sottospecie:
- Dactylorhiza majalis subsp. majalis
- Dactylorhiza majalis subsp. baltica (Klinge) H.Sund.
- Dactylorhiza majalis subsp. kalopissii (E.Nelson) H.A.Pedersen, P.J.Cribb & Rolf Kühn
- Dactylorhiza majalis subsp. macedonica (J.Hölz. & Künkele) H.A.Pedersen, P.J.Cribb & Rolf Kühn
- Dactylorhiza majalis subsp. nieschalkiorum (H.Baumann & Künkele) H.A.Pedersen, P.J.Cribb & Rolf Kühn
- Dactylorhiza majalis subsp. pythagorae (Gölz & H.R.Reinhard) H.A.Pedersen, P.J.Cribb & Rolf Kühn
- Dactylorhiza majalis subsp. sphagnicola (Höppner) H.A.Pedersen & Hedrén, 2004.

La sottospecie Dactylorhiza majalis subsp. alpestris (Pugsley) Senghas è oggi considerata come specie a sé stante (Dactylorhiza alpestris).

### Ibridi

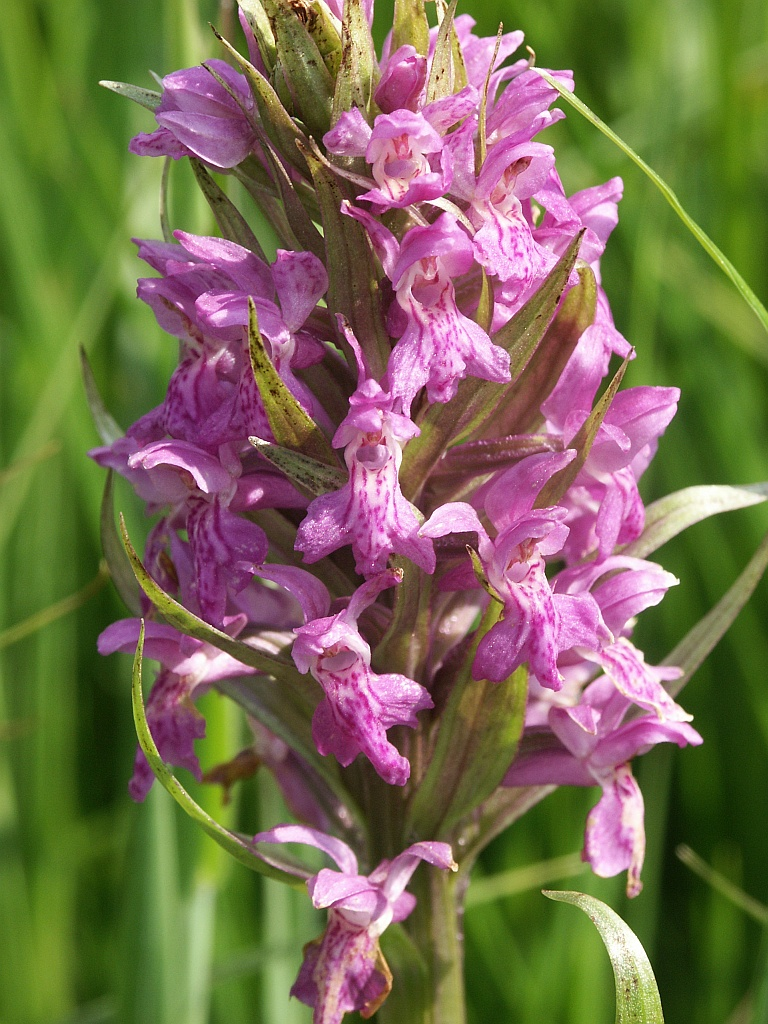
Ibrido  Dactylorhiza x aschersoniana
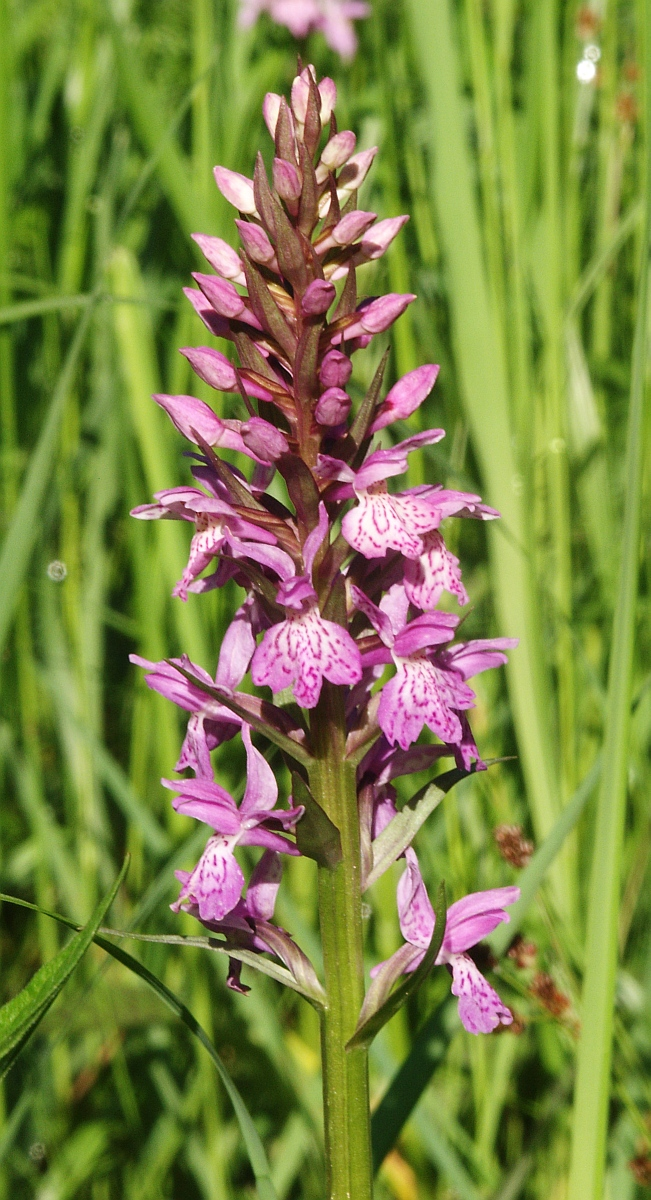
Ibrido  Dactylorhiza x braunii

L'orchidea Dactylorhiza majalis facilmente può ibridarsi con le seguenti specie dello stesso genere (tra parentesi i nomi degli ibridi): 
- Dactylorhiza maculata subsp. fuchsii (Druce) Hylander (= Dactylorhiza × braunii)
- Dactylorhiza incarnata (L.) Soó (= Dactylorhiza × aschersoniana)
- Dactylorhiza maculata (L.) Soó (= Dactylorhiza × townsendiana)
- Dactylorhiza sambucina (L.) Soó (= Dactylorhiza × rupertii)
- Dactylorhiza traunsteineri (Saut. ex Rchb.) Soó (= Dactylorhiza × dufftiana)

ma può anche ibridarsi con specie di generi diversi (ibridazione intergenerica):
- Coeloglossum viride (L.) Hartm. (= ×Dactyloglossum drucei)
- Gymnadenia conopsea (L.) R. Brown (= ×Dactylodenia lebrunii)

### Sinonimi
La specie di questa voce ha avuto nel tempo diverse nomenclature. L'elenco che segue indica alcuni tra i sinonimi più frequenti:
- Dactylorchis majalis (Rchb.) Verm., 1947
- Orchis latifolia L.
- Orchis majalis Rchb., 1828 (basionimo)

### Specie simili
Una specie molto simile a quella di questa voce è Dactylorhiza maculata (L.) Soó; si distingue per i seguenti caratteri: le macchie delle foglie sono più allungate, le brattee dell'infiorescenza non sono più lunghe dell'ovario, quest'ultima alla fine della fioritura è cilindrica, il fusto è pieno, le foglie sono più piccole. La Dactylorhiza majalis può essere confusa anche con Dactylorhiza incarnata (L.) Soó o con la Dactylorhiza traunsteineri (Saut. ex Rchb.) Soó, ma queste due orchidee sono più rare e inoltre la prima non ha le foglie maculate, mentre la seconda ha un portamento decisamente più gracile ed esile.

## Usi

### Farmacia
- Sostanze presenti: nei tuberi essiccati si può trovare tra l'altro 5% di albume, 48% di sostanze mucillaginose e 25% di amido[12].
- Proprietà curative: nella medicina popolare con i tuberi di queste piante si preparano dei decotti che sembrano avare proprietà anticatarrali, emollienti (risolve uno stato infiammatorio) e nutritive.

## Altre notizie
In alcune aree è una pianta protetta quindi ne è vietata la raccolta.

## Galleria d'immagini

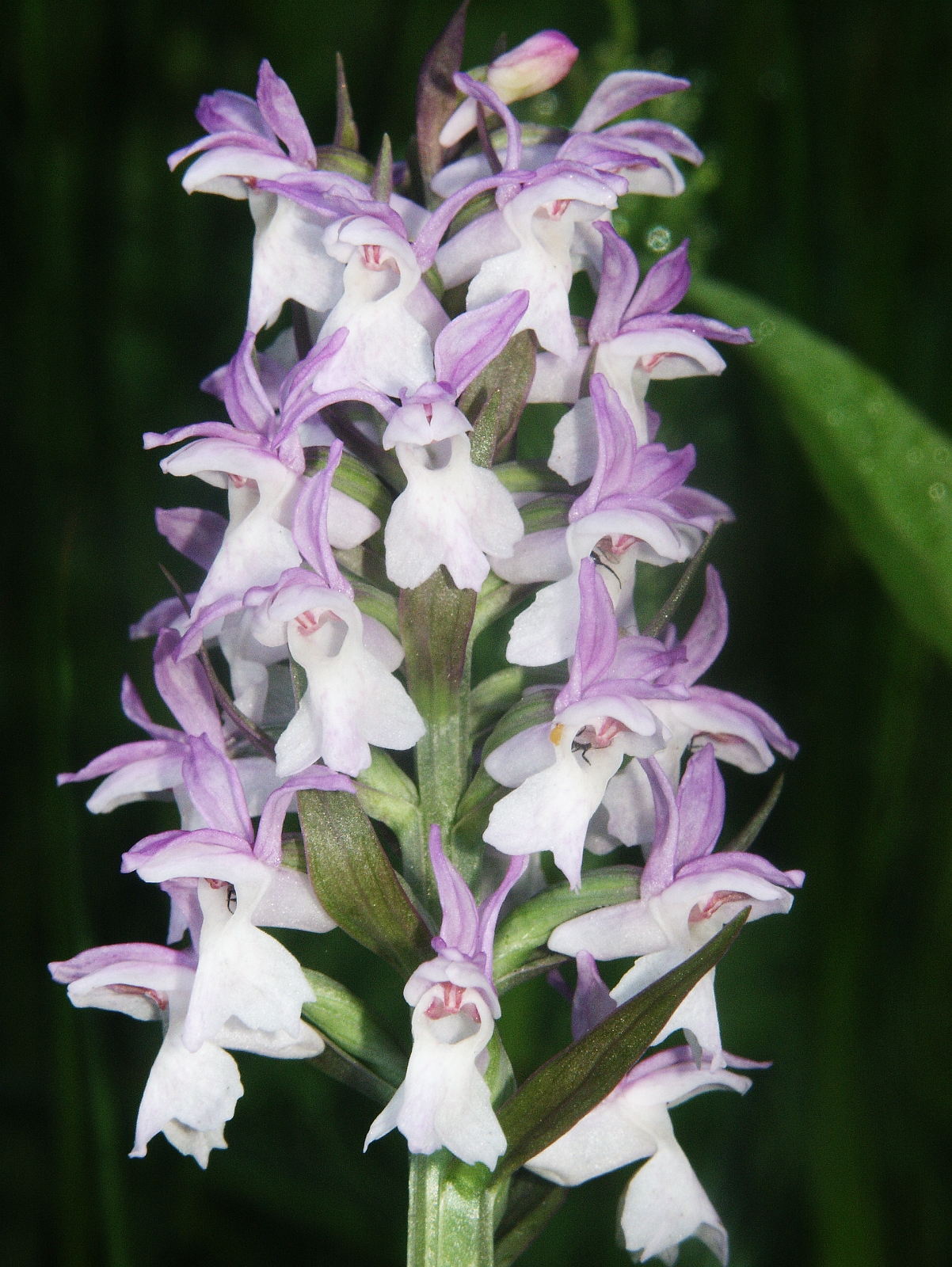
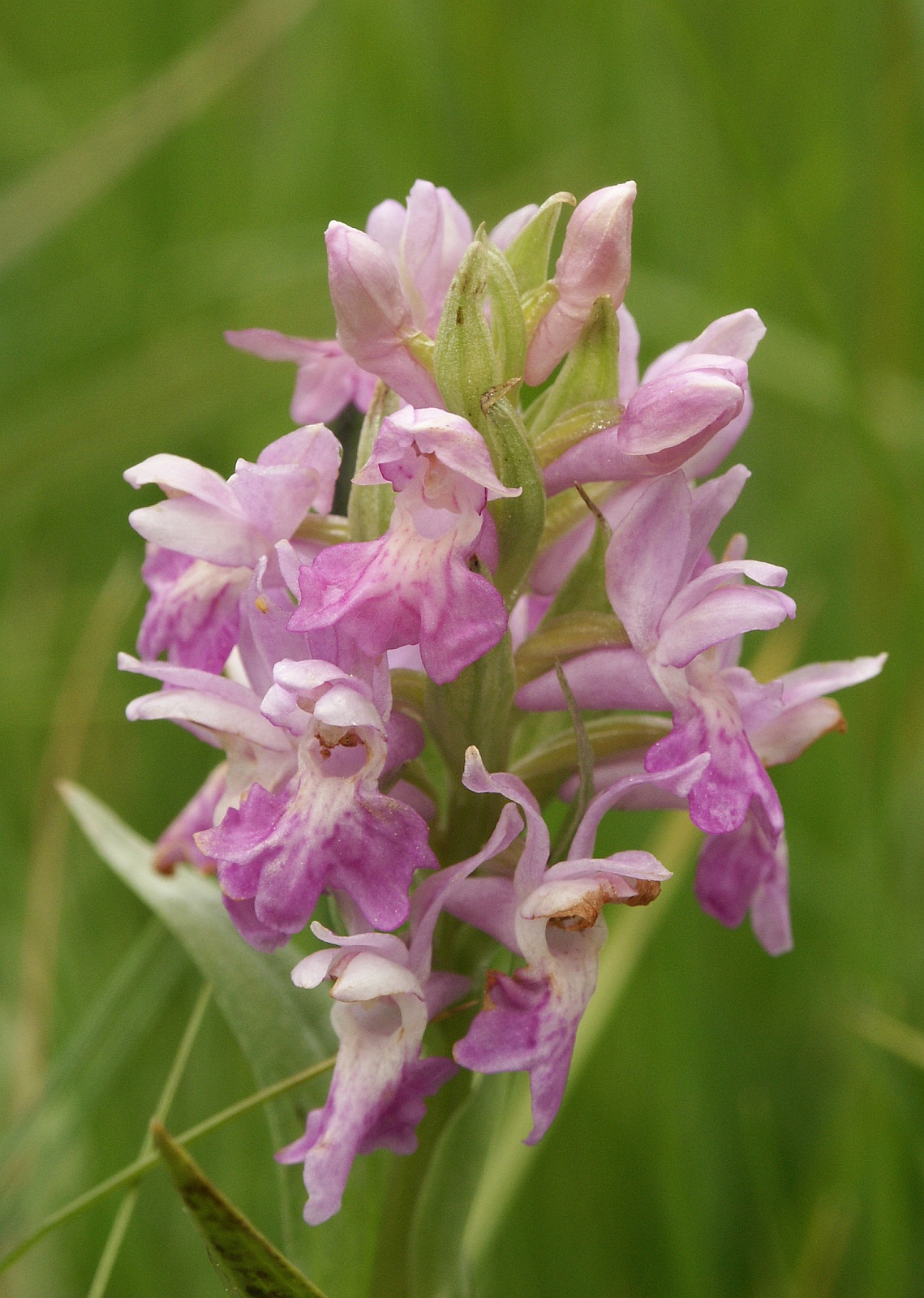
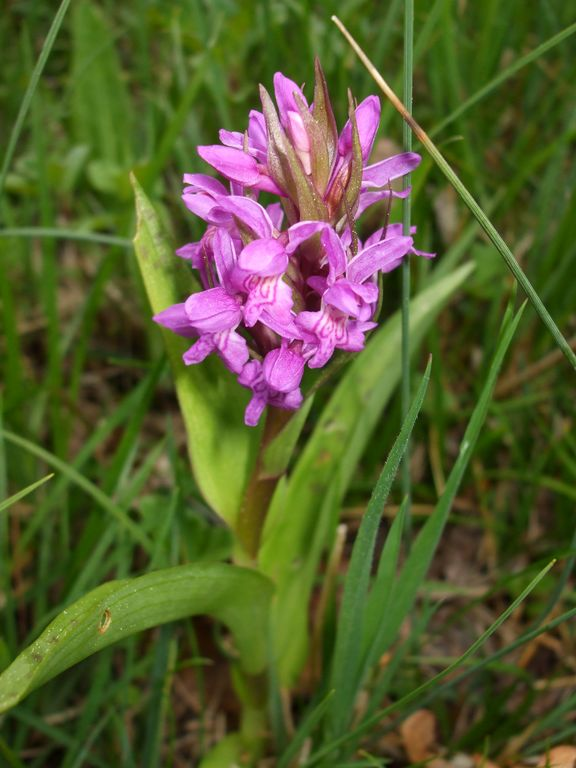
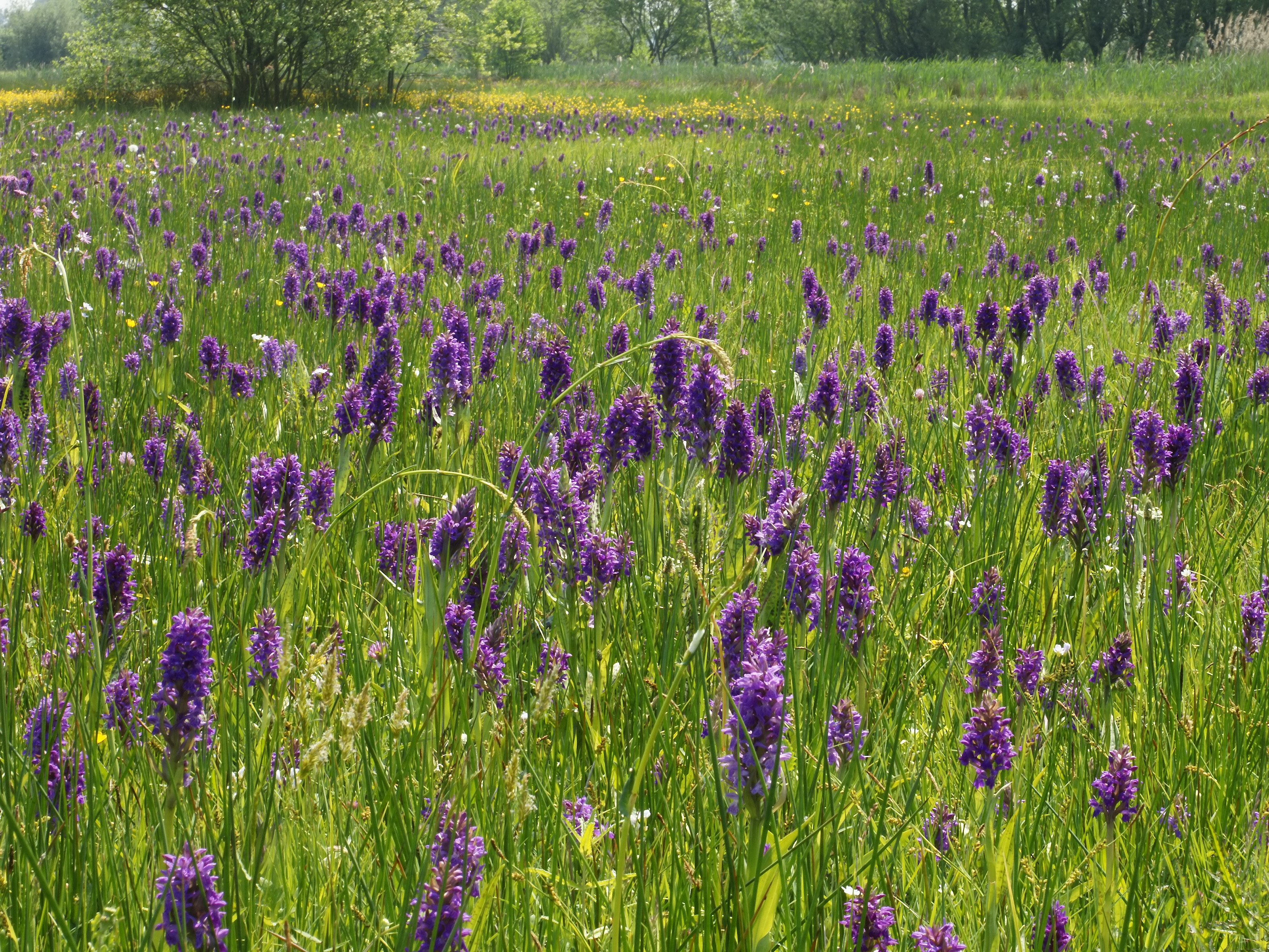